# Гуайагуайаре
Гуайагуайаре (англ. Guayaguayare) — деревня в южной части региона Майаро — Рио-Кларо на юго-восточной оконечности острова Тринидад в Тринидаде и Тобаго.

## История
Гуайагуайаре был первым районом Тринидада, увиденным Христофором Колумбом 31 июля 1498 года. Район вдоль бухты Гуайагуайаре между реками Лизард и Пайлот, был заселён французскими плантаторами и их рабами в конце XVIII века после основания Седула-де-Побласьон в 1783 году.
Поселение также занимает важное место в истории нефтяной промышленности острова. Именно здесь были пробурены первые коммерчески эффективные скважины в Тринидаде Рэндольфом Рустом и Ли Лумом в мае 1902 года.

## Описание
Гуайагуайаре — самый юго-восточный населённый пункт Тринидада. До 1990 года относился к бывшему графству Майаро. Это рыбацкая деревня, которая также играет важную роль в нефтяной промышленности страны. Крупнейшие производители нефти в стране — BP Тринидад и Тобаго, BHP Billiton и Petrotrin имеют в деревне предприятия, а BP Тринидад и Тобаго контролирует местный порт Гуайагуайаре, который обслуживает бо́льшую часть морской добычи нефти в Тринидаде. Основные морские газопроводы, обслуживающие атлантический СПГ в Пойнт-Фортин и промышленной зоне Пойнт-Лисас, выходят здесь на поверхность.

## Известные уроженнцы
- Джиллиан Ричардсон (род. 1965) — канадская легкоатлетка, серебряный призёр на Олимпийских играх 1984 года на 4х400 метров.